# 山陽団地
山陽団地（さんようだんち）は、岡山県赤磐市山陽にあるニュータウン。本項では同団地の町名である山陽についても記載する。

## 概要
山陽団地は1969年（昭和44年）より新住宅市街地開発事業として岡山県が赤磐郡山陽町（現：赤磐市）下市・河本・岩田・和田・熊崎・鴨前にまたがって造成した住宅団地である。住居表示は山陽1丁目～7丁目（山陽町時代は山陽町山陽団地1丁目～7丁目）からなり、分譲住宅地を中心に、低層の集合住宅と高層住宅が外側に配置されている。造成当初の計画では11000人を見込んでいた人口であったが、1984年（昭和59年）の8326人をピークに以降徐々に減少し続けているほか、高齢化も深刻な問題となっており、造成から約半世紀が経過した2022年（令和4年）には団地内に85軒の空き家が存在し、高齢化率は2020年（令和2年）10月時点で47.7%となっている。赤磐市は住民の利便性を高めるため、赤磐市民バスの運行ルートの見直しなどを行っている。
郵便番号は、山陽1丁目から7丁目が709-0827（備前瀬戸郵便局管区）。

## 沿革
- 1969年（昭和44年）4月 - 県営山陽団地建設基本協定調印[7]。
- 1971年（昭和46年）
  - 5月 - 山陽団地の下水処理を担う門前浄化センターの建設が開始される[8]。
  - 12月 - 県営住宅団地の入居が開始される[7]。
- 1972年（昭和47年）
  - 4月 - 一部下水処理が開始される[8]。
  - 7月31日 - 岡山ガスによって山陽団地にガスが供給される[9]。
- 1973年（昭和48年）5月 - 山陽桜保育園が開園[7]。
- 1974年（昭和49年）
  - 4月 - 山陽町立山陽西小学校（現：赤磐市立山陽西小学校）が開校[7]。
  - 6月 - 山陽町立若草幼稚園（現：赤磐市立山陽西幼稚園）が開園[7]。
- 1975年（昭和50年）11月 - 山陽町立つくし幼稚園が開園[7]。赤磐市の発足以前に廃園となっている[10]。
- 1977年（昭和52年）
  - 4月 - 山陽町立双葉幼稚園（現：赤磐市立山陽西幼稚園）が開園[7]。
  - 7月28日 - 岡山山陽団地郵便局が開局[11]。
- 1978年（昭和53年） - 出土した文化財を展示する中国古代資料館（現：赤磐市山陽郷土資料館）が山陽町下市に開館[2]。
- 1979年（昭和54年）
  - 5月3日 - サンヨウショッピングデパートが開業[12]。
  - 9月10日 - 中国銀行が山陽団地出張所を開設する[13]。
- 2001年（平成13年）3月31日 - 中国銀行が山陽団地出張所を閉鎖する。業務は山陽支店（現：赤磐支店）に継承された[14]。
- 2003年（平成15年） - サンヨウショッピングデパートが撤退[15]。
- 2005年（平成17年）3月7日 - 山陽町が赤坂町、熊山町、吉井町と合併し、赤磐市となったことにより住所表記が「山陽町山陽団地」から「赤磐市山陽」となる[3]。
- 2007年（平成19年）4月 - 若草幼稚園・双葉幼稚園が合併して山陽西幼稚園となる[16][17][18]。
- 2021年（令和3年）10月1日 - 赤磐市が山陽団地内を走る赤磐市民バス山陽団地線の運行を開始[19]。

## 世帯数と人口
2018年1月1日時点の世帯数と人口は以下の通りである。
|           | 世帯数  | 人口  |
| --------- | ------- | ----- |
| 山陽1丁目 | 258世帯 | 559人 |
| 山陽2丁目 | 405世帯 | 920人 |
| 山陽3丁目 | 405世帯 | 887人 |
| 山陽4丁目 | 291世帯 | 656人 |
| 山陽5丁目 | 303世帯 | 702人 |
| 山陽6丁目 | 236世帯 | 464人 |
| 山陽7丁目 | 392世帯 | 763人 |

## 小・中学校の学区
公立の小・中学校に通学する場合、学区は次のように指定されているが、学校選択制度を導入しており、学区外であっても、一定条件を満たせば自宅から一番近い小中学校を選択し通学が可能である 。
| 区域      | 小学校               | 中学校             |
| --------- | -------------------- | ------------------ |
| 山陽1丁目 | 赤磐市立山陽西小学校 | 赤磐市立高陽中学校 |
| 山陽2丁目 | 赤磐市立山陽西小学校 | 赤磐市立高陽中学校 |
| 山陽3丁目 | 赤磐市立山陽西小学校 | 赤磐市立高陽中学校 |
| 山陽4丁目 | 赤磐市立山陽西小学校 | 赤磐市立高陽中学校 |
| 山陽5丁目 | 赤磐市立山陽西小学校 | 赤磐市立高陽中学校 |
| 山陽6丁目 | 赤磐市立山陽西小学校 | 赤磐市立高陽中学校 |
| 山陽7丁目 | 赤磐市立山陽西小学校 | 赤磐市立高陽中学校 |

## 遺跡
団地の周辺には弥生時代や古墳時代などの古代吉備文化の埋蔵品があることが以前から推測されており、造成の前に行なわれた発掘調査によって重要な学術資料が多数出土した。これにより出土品を収蔵・展示することを目的に1978年（昭和53年）中国古代資料館（現：赤磐市山陽郷土資料館）が建てられている。また、1974年（昭和49年）には山陽団地の開発によって消滅した遺跡の慰霊のために岩田8号墳の石材を使用して山陽団地遺跡の碑が建てられている。

## 山陽団地が舞台となった映画
山陽団地にスポットを当てたドキュメンタリー映画『ニュータウン物語』が2003年に公開された。監督は当団地出身の本田孝義で、ニュータウンが同時期に同世代の家族が入居したことによる急激な高齢化と人の繋がりを身近な社会問題として取り上げている。

## 施設
- 赤磐市立山陽西小学校
- 赤磐市立山陽西幼稚園
- 山陽桜保育園
- 岡山山陽団地郵便局

## 公共交通
- 宇野バス美作線
  - 赤磐市穂崎の山陽自動車道高架下無料駐車場にて、パークアンドバスライドを実施中
- 赤磐市民バス山陽団地線（平日のみ[22]）